# Ewa Zielińska
Ewa Zielińska (* 25. Dezember 1972 in Słupca) ist eine polnische Leichtathletin, spezialisiert auf Weitsprung (Klasse F42) und 100-Meter-Lauf (Klasse T42). Sie trainiert beim Klub Start in Zielona Góra, ihre Trainer sind Jerzy Walczak und Jan Remplewicz.

## Erfolge
- Paralympics
  - 4. Platz im Weitsprung (2004)
  - 3. Platz im Weitsprung (2008)

- Weltmeisterschaften
  - 2. Platz im Weitsprung (2002)

- Europameisterschaften
  - 1. Platz im Weitsprung (2003)
  - 3. Platz im 100-Meter-Lauf (2003)
  - 3. Platz im Weitsprung (2005)